# Dansk Ungdoms Fællesråd
Dansk Ungdoms Fællesråd (DUF) är en paraplyorganisation för 78 ungdomsförbund i Danmark. De olika förbunden har total 5 000 lokalavdelningar och 600 000 medlemmar. Organisationen bildades 1940 under namnet Dansk Ungdoms Samvirke med Hal Koch som första ordförande. Den bildades för att värna demokratin som en reaktion mot nazismen och fascismens framgångar. Den var dock inte en del av den danska motståndsrörelsen.
Organisationen bytte 1946 namn till Ungdomsorganisationernes Fællesråd. Då togs även initiativ till Krogerup højskole. Den har haft sitt nuvarande namn sedan 1951. Medlemsorganisationerna är en blandad skara med organisationer baserade på politisk ståndpunkt, religion, hobby o.s.v. 